# 정남수 (신학자)
정남수(1953년 - )는 대한민국 신학자이며 교수이다, 강서대학교에서 조직신학교수로 은퇴하였다. 교회와 신앙, 신학에 관한 도서의 번역을 사명으로 알고 해왔다. 그의 손으로 번역된 책에는 레오나르드 알렌의 《오늘의 십자가형 교회》, 《부어주심: 하나님의 선교에 능력을 부여하시는 성령》, 월리엄 L. 크래그의 《오늘의 기독교 변증학》, 야코프 뵈메의 《그리스도에 이르는 길》, 존 막 힉스의 《주의 식탁으로 초대》, 《주님! 여전히 당신을 신뢰해야 합니까?》, 벨리-마틴 카르카넨의 《예수 그리스도 이해》 등이 있고, 4인 공동총괄번역/책임편집인으로서 더글라스 A. 포스터 외 3인의 《그리스도의 교회들 운동 대사전》을 펴냈다.

## 학력
- 그리스도신학대학
- 한신대학신학대학원
- 하딩대학원
- 아세아연학신학대학원

## 경력
- 한국복음주의조직신학회 회원
- 한국조직신학회 회원

## 같이 보기
- 강서대학교
- 대한민국의 신학자 목록